# David Wechsler
David Wechsler (* 12. Januar 1896 in Lespezi, Kreis Iași, Rumänien; † 2. Mai 1981 in New York) war ein US-amerikanischer Psychologe rumänisch-jüdischer Herkunft, der sich mit der Intelligenzmessung beschäftigte.

## Leben
Wechsler studierte am City College of New York und anschließend an der Columbia University, wo er nach dem Studium u. a. bei Edward Lee Thorndike und James McKeen Cattell 1917 seinen Master machte. Im gleichen Jahr wurde er von der Armee der USA als Psychologe im Camp Logan (Texas) eingesetzt. Die schickte ihn zu weiteren Studien an die University of London, wo er mit dem Psychologen Charles Spearman und dem Mathematiker Karl Pearson zusammenarbeitete. Von 1922 bis 1925 war er Psychologe in der Erziehungsberatung (Child Guidance Clinic) der Stadt New York. Nach seiner Promotion 1925 unter Robert S. Woodworth an der Columbia wurde er 1925–27 Sekretär der Psychological Corporation. 1932 bis 1967 arbeitete er als Chef-Psychologe am Bellevue Psychiatric Hospital in New York. Ab 1933 war er zudem Professor für Klinische Psychologie am Medizinischen College der New York University. Er machte auch eine psychoanalytische Ausbildung bei Anna Freud.

## Werk

### Wechslers Intelligenzkonzept
Ab 1917 half er Edwin Boring, die Daten auszuwerten, die bei der Untersuchung der Rekruten mit dem Army Alpha Test und anderen Verfahren anfielen. Seine Beobachtungen zu den Schwächen der Tests ließen ihn an der akademischen Definition der Intelligenz zweifeln. Er beobachtete Totalversager in den Tests, die ihren Alltag durchaus gut bewältigten. Deshalb entwickelte er einen umfassenderen Begriff von Intelligenz, der auch nicht-intellektuelle Aspekte der Persönlichkeit umfasste. 
Für ihn ist Intelligenz „die zusammengesetzte oder globale Fähigkeit des Individuums, zweckvoll zu handeln, vernünftig zu denken und sich mit seiner Umgebung wirkungsvoll auseinanderzusetzen“. Damit bauen seine Tests auf der Annahme auf, dass die Intelligenz sich aus verschiedenen Fähigkeiten zusammensetzt (zum Beispiel einem verbal-symbolischen und einem praktischen Gruppenfaktor, s. Louis Leon Thurstone). Zugleich hält Wechsler aber an einer Zusammenfassung in einer Gesamtintelligenz zur Beschreibung einer Person fest (s. Zweifaktorentheorie der Intelligenz von Spearman).

### Der Abweichungs-Intelligenzquotient
Statt des Bezugs auf ein Intelligenzalter nach Alfred Binet oder des Äquivalenz- oder Alters-IQ nach William Stern (Intelligenzalter durch Lebensalter × 100) schlug Wechsler 1932 die Ermittlung des Intelligenzquotienten als so genannten Abweichungs-IQ mit einem Mittelwert von 100 und einer Standardabweichung von 15 vor. Die erreichten Testwerte (Rohwerte) werden dabei über eine Tabelle mit den Normwerten aus einer repräsentativen Vergleichsgruppe verglichen. Die etwas willkürlich anmutende Standardabweichung von 15 ergab sich aus den empirischen Werten, die sich bei der Ermittlung des Alters-IQs in den Tests aus Binet-Tradition ergaben: dieser Wert lag zwischen 14 und 16. Der Hauptgrund für die Einführung des Abweichungs-IQ war, dass im Erwachsenenalter bei stabiler Intelligenz die Teilung durch das Lebensalter sinnlos wird (im Stanford-Binet dadurch gelöst, dass man konstant 16 als Lebensalter für Erwachsene eingab). Außerdem werden damit die Abweichungen vom Mittelwert über verschiedene Altersgruppen hin vergleichbar. In allen heute gebräuchlichen Intelligenztests, in denen das Ergebnis als IQ angegeben ist, ist damit Wechslers Abweichungs-IQ gemeint. Darüber hinaus verwenden alle gängigen Intelligenztests, die keinen IQ ausgeben, ebenfalls Abweichungsmaße, die äquivalent zum Abweichungs-IQ und lediglich eine andere Standardabweichung und meist einen anderen Mittelwert besitzen, häufig Standard- oder T-Werte.

### Die Wechsler-Skalen
1939 entwickelte er eine Testbatterie, die unter dem Namen Wechsler Bellevue Intelligence Scale (WBIS) bekannt wurde. Gegenüber dem Stanford-Binet-Test von Lewis Madison Terman zeichnet sich diese Skala durch die Aufnahme von mehreren praktischen Untertests aus, die das Übergewicht der verbalen Aufgaben relativiert. Viele Teile der Testbatterie waren bereits vorher in anderen Zusammenhängen im Gebrauch: so der Mosaiktest als block design test von Kohs (1923). Diese Konstruktion erlaubt es, neben einer Schätzung der Gesamtintelligenz auch die individuellen Stärken und Schwächen in den Blick zu nehmen. Ursprünglich war der Test für den klinischen Gebrauch bei Erwachsenen konzipiert. Der Test wurde schnell zu dem verbreitetsten Intelligenztest in den USA. Wechsler revidierte ihn erstmals 1942.
1949 veröffentlichte er die Wechsler Intelligence Scale for Children (WISC) (revidiert 1974). Im Jahr 1955 entwickelte er einen weiteren Intelligenztest für Erwachsene, die Wechsler Adult Intelligence Scale (WAIS), die Anleihe nimmt an derselben Struktur wie die WBIS, aber den verschiedenen Gruppen der Bevölkerung mehr Rechnung trägt (z. B. mit 10 Prozent Nichtweiße in der Vergleichsgruppe). Diese Skala wurde 1981 revidiert. Sein letzter Test, die Wechsler Preschool and Primary Scale of Intelligence (WPPSI) für sehr junge Kinder, wurde 1967 veröffentlicht.
Nach Deutschland wurde von Curt Bondy 1956 die WAIS als HAWIE (Hamburg-Wechsler-Intelligenztest für Erwachsene) und 1956 die WISC als HAWIK (Hamburg-Wechsler-Intelligenztest für Kinder) übertragen. Der HAWIE wird seit 2007 als WIE (deutschsprachige Version des WAIS-III), der HAWIK seit 2007 als HAWIK-IV angewandt. Die Wechsler Preschool and Primary Scale of Intelligence-III (WPPSI-III, Wechsler 2002) wurde zunächst als deutschsprachige Adaptation unter der Bezeichnung HAWIVA-III (Hannover-Wechsler-Intelligenztest für das Vorschulalter-III) publiziert. Seit 2009 ist die deutsche Version des Verfahrens wieder unter ihrem ursprünglichen Namen WPPSI-III erhältlich. Wechslers Konzeption ist im deutschsprachigen Raum allerdings schon früh kritisiert worden vor allem von Gerhard Dahl, sowohl was die statistische Aufbereitung als auch was die diagnostische Relevanz (z. B. Abbaudiagnostik) der Test-Skalen betrifft. Die Ergebnisse von statistischen Untersuchungen haben die Hypothese von Dahl bestätigt, dass die Wechsler-Skalen keine validen differential-diagnostischen Aussagen ermöglichen und dass der Test ohne Erkenntnisverlust erheblich gekürzt werden kann, was in der Entwicklung einer eigenständigen reduzierten Testform (WIP) realisiert wurde. Der WIP fand als statistisch gesicherter Test zur Erfassung der allgemeinen Intelligenz hohe Akzeptanz im deutschsprachigen Raum, so dass bald eine zweite Auflage mit umfangreichen Analysen und repräsentativen Normwerten erforderlich wurde.  
Mit der Auflösung des Verlags Anton Hain und den danach folgenden schwierigen und letztlich ergebnislosen Verhandlungen mit dem amerikanischen Copyright-Inhaber musste die weitere Publikation des WIP beendet werden. Die darin enthaltene Kritik an den deutschen Versionen der Wechsler-Skalen ist jedoch  nicht ohne Beachtung geblieben, wie die Adaption der WAIS-III in Deutschland erkennen lässt.
In Anlehnung und Kritik der Wechsler-Tests wurde in Österreich durch Klaus Kubinger das Adaptive Intelligenz Diagnostikum (AID, inzwischen AID 3) und in den USA die Kaufman Assessment Battery for Children (K-ABC, auch in Deutsch) entwickelt. Beide Tests zeigen neben erheblichen eigenständigen Entwicklungen immer noch deutliche Spuren ihrer Herkunft aus der Wechsler-Reihe.

## Werke
- 1935: The Range of Human Capacities Baltimore
- 1939: The Measurement of Adult Intelligence Baltimore, (3. Auflage 1944)
  - dt. 1956: Die Messung der Intelligenz Erwachsener. Bern, Stuttgart: Huber (3. Auflage 1964)
- 1958: The Measurement and Appraisal of Adult Intelligence